# Interferenze
Interferenze (UFO) è un film del 2018 diretto da Ryan Eslinger.

## Trama
Derek, brillante studente universitario, si convince che dietro i misteriosi avvistamenti avvenuti in diversi aeroporti statunitensi ci siano gli alieni. Insieme alla sua ragazza Natalie e alla dottoressa Hendricks, una professoressa di matematica, Derek cercherà di fare luce su questi fenomeni.